# جبل هروج

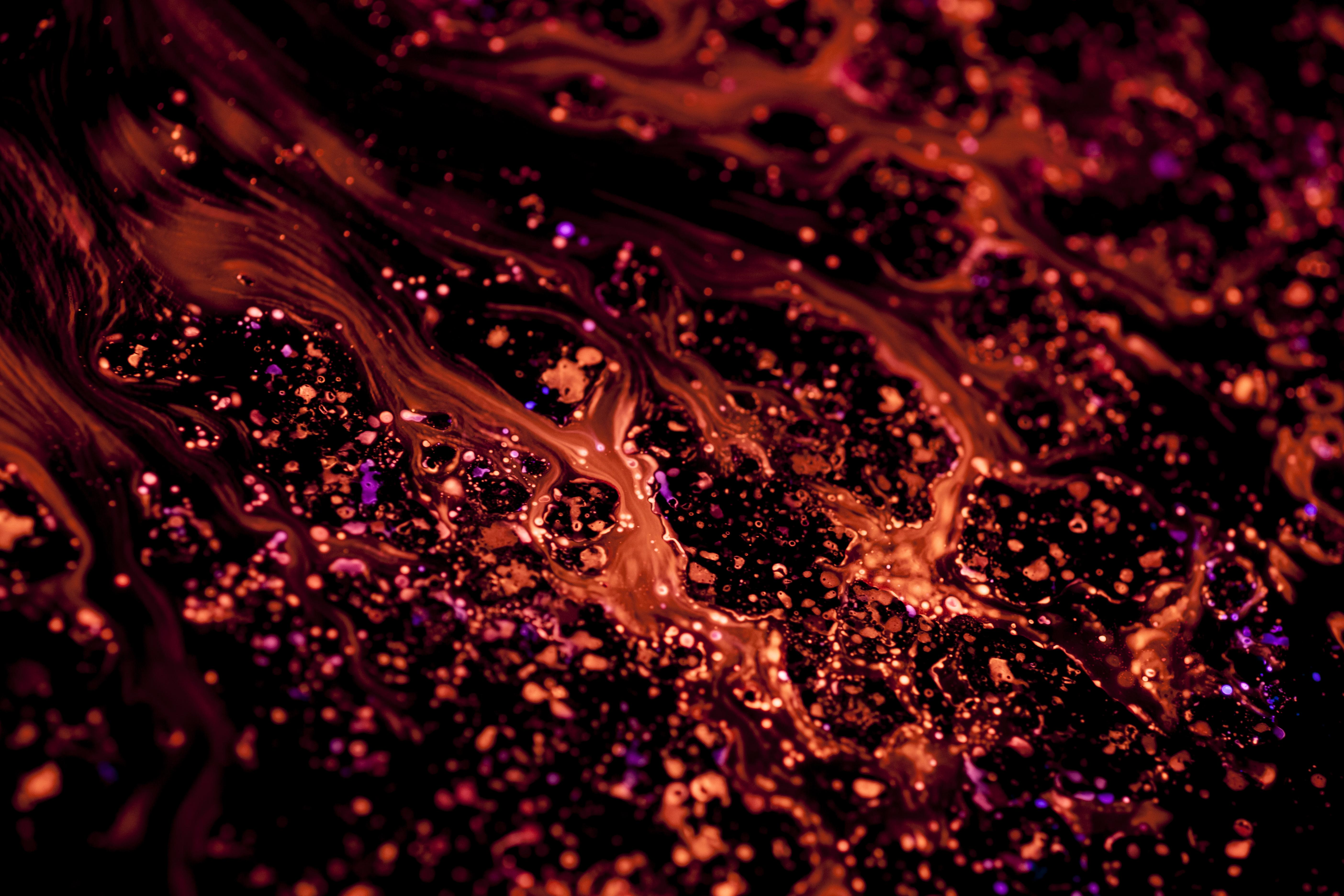
الـحمم البركانية

خريطة موقع ليبيا

جبل حاروج، جبل الهروج أو جبل الحروج الأسود، هو جبل ومنطقة محمية في ليبيا.
يقع في الجزء الأوسط من ليبيا. تقع أعلى قمة في الجبال-قرف الصباح- على ارتفاع 1200 متر فوق مستوى سطح البحر، وتحيط بها مساحة ضخمة من تدفق الـحمم البركانية، وهو ما يفسر أيضًا اسمها.